# Kamienica firmy Paged w Gdyni
Kamienica firmy Paged – kamienica, mieszcząca się w Śródmieściu Gdyni przy ul. Świętojańskiej 44, róg Armii Krajowej.
Została zbudowana w 1934 na swoją siedzibę przez Polską Agencję Eksportu Drewna „Paged”. Mieszkał też w niej dr Bolesław Piotr Kasprowicz, ówcześnie m.in. wicekonsul Rumunii w Gdyni, po II wojnie światowej rektor Wyższej Szkoły Ekonomicznej w Sopocie. W okresie okupacji niemieckiej budynek zajmowało miejscowe kierownictwo NSDAP (Haus der NSDAP). Paged zajmował budynek również po II wojnie światowej. Obecnie mieści się w niej m.in. Biuro Urządzania Lasu i Geodezji Leśnej oraz Biuro Poselskie Wiolety Tomczak.